# Tas (Fluss)
Der Tas (russisch Таз) ist ein 1401 km langer Fluss im Norden von Westsibirien.
Er entspringt im Osten des Westsibirischen Tieflands und fließt von dort in nördlichen bis nordwestlichen Richtungen durch ausgedehnte Sumpflandschaften, überquert den nördlichen Polarkreis und mündet bei Tasowski in den Tasbusen. Dieser nimmt von Westen auch den Pur auf und mündet schließlich in den Obbusen.
Die bedeutendsten Nebenflüsse sind Tschasselka und Tolka von links sowie Bolschaja Schirta (Große Schirta), Chudossei und Russkaja von rechts.
Das durchflossene Einzugsgebiet von 150.000 km² ist nur sehr dünn besiedelt: dort leben nur knapp 15.000 Menschen (entsprechend 0,01 Einwohner/km²), überwiegend konzentriert auf wenige, unmittelbar am Tas liegende Ortschaften. Der Tas durchfließt den Krasnoselkupski rajon mit den Dörfern Ratta, Kikkiakki, Tolka und dem Verwaltungssitz Krasnoselkup sowie den Südteil des nach ihm benannten Tasowski rajon mit dem Dorf Gas-Sale und der Siedlung Tasowski. Das Gebiet am Ober- und Mittellauf des Tas mit dem nach ihnen benannten Krasnoselkupski rajon ist eines der Siedlungsgebiete der kleinen Ethnie der Selkupen: Von insgesamt gut 4000 lebt dort etwa ein Drittel.
Etwa 175 km Luftlinie oberhalb der Mündung und 100 km nördlich (flussabwärts) des heutigen Krasnoselkup befand sich am rechten Ufer des Tas im 17. Jahrhundert eine der ersten russischen Städte in Sibirien, Mangaseja. Etwa 40 km unterhalb von Krasnoselkup sollte die Polarkreiseisenbahn Salechard – Igarka den Fluss kreuzen, an der ab 1947 gebaut wurde. Von dem teilweise fertiggestellten, 1953 aufgegebenen Bauvorhaben sind in Flussnähe Überreste erhalten. Insbesondere das Gebiet am Unterlauf des Tas ist mit der Erkundung und Ausbeutung von Erdgasvorkommen ab den 1970er-Jahren wirtschaftlich interessant geworden.